# Gina Tolleson
 (janvier 2020).
Si vous disposez d'ouvrages ou d'articles de référence ou si vous connaissez des sites web de qualité traitant du thème abordé ici, merci de compléter l'article en donnant les références utiles à sa vérifiabilité et en les liant à la section « Notes et références ».
Gina Tolleson, née le 4 juin 1970 à Spartanburg en Caroline du Sud, est un mannequin américain, la gagnante à l'élection de Miss Monde 1990.

## Biographie
Remporte l'élection de son état Miss Caroline du Sud USA 1990 et devient première dauphine de Miss USA 1990, la même année, elle gagne le titre de Miss Monde 1990.
Après son règne de reine de beauté, Gina est rédactrice en chef du magazine Santa Barbara en 2002.

## Vie privée
Gina Tolleson rencontre l'animateur de télévision Alan Thicke, durant l'élection de Miss Monde 1991, avec qui elle sera mariée de 1994 à 1999. Ils ont un fils, Carter Thicke né en 1997. Elle se remarie en 2003 avec Christian Wiesenthal et a deux autres enfants, Luca né en 2005 et Tiago en 2006.